# Mamestra sepultrix
Mamestra sepultrix là một loài bướm đêm trong họ Noctuidae.